# Долње Стрхаре
Долње Стрхаре (слч. Dolné Strháre) насељено је мјесто са административним статусом сеоске општине (слч. obec) у округу Вељки Кртиш, у Банскобистричком крају, Словачка Република.

## Становништво
| Година:    | 1994. | 2004. | 2014.    | 2024.   |
| ---------- | ----- | ----- | -------- | ------- |
| Број људи: | 170   | 170   | 188      | 201     |
| Разлика:   |       | +0 %  | +10,58 % | +6,91 % |

| Година:    | 2023. | 2024.   |
| ---------- | ----- | ------- |
| Број људи: | 206   | 201     |
| Разлика:   |       | -2,42 % |

Према подацима о броју становника из 2011. године насеље је имало 181 становника.